# Plażowa piłka ręczna na Igrzyskach Europejskich 2023
Plażowa piłka ręczna na Igrzyskach Europejskich 2023 – turniej beach handballa mężczyzn i kobiet w ramach III edycji Igrzysk Europejskich.
Finały zostały rozegrane 22 czerwca 2023 roku w Centrum Sportów Plażowych w Tarnowie. Był to debiut plażowej odmiany piłki ręcznej w programie Igrzysk Europejskich.

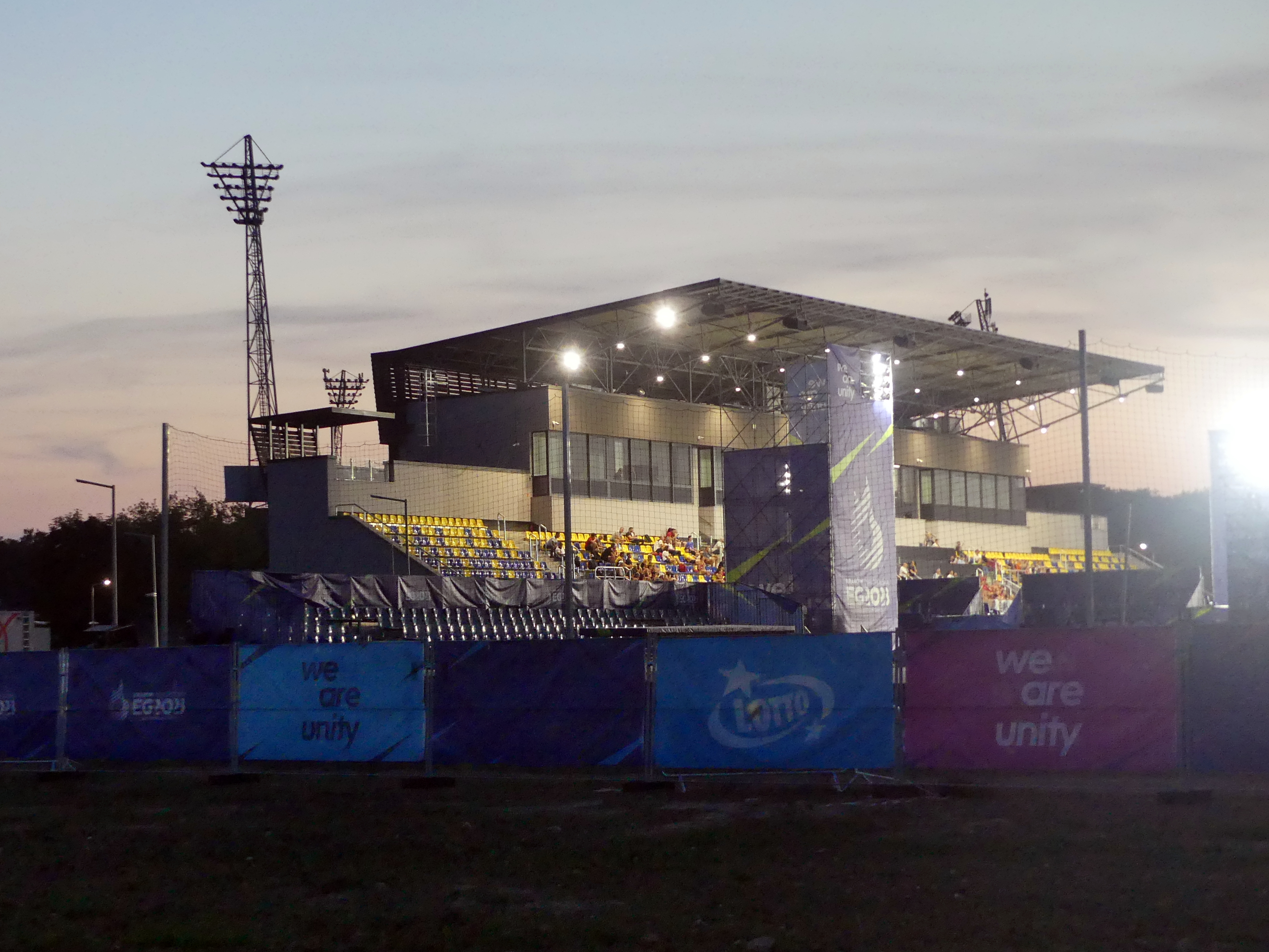
Stadion sportowy Tarnów, miejsce rozegrania zawodów

## Turniej mężczyzn
Legenda do tabelek:
- Pkt – liczba punktów
- M – liczba meczów
- W – wygrane
- P – porażki
- S+ – sety wygrane
- S− – sety przegrane
- S+/− – różnica setów
- Br+ – bramki zdobyte
- Br− – bramki stracone
- +/− – różnica bramek

### Grupa A
| Zespół     | Pkt | M | W | P | S+ | S− | S+/− | Br+ | Br− | +/− |
| ---------- | --- | - | - | - | -- | -- | ---- | --- | --- | --- |
| Chorwacja  | 6   | 3 | 3 | 0 | 6  | 0  | +6   | 149 | 116 | +33 |
| Węgry      | 4   | 3 | 2 | 1 | 4  | 3  | +1   | 135 | 141 | −6  |
| Niemcy     | 2   | 3 | 1 | 2 | 3  | 5  | −2   | 148 | 155 | −7  |
| Portugalia | 0   | 3 | 0 | 3 | 1  | 6  | −5   | 121 | 141 | −20 |

| 20 czerwca 202310:00 CET | Węgry | 2:0 | Portugalia | Centrum Sportów Plażowych, Tarnów |
| 20 czerwca 202310:00 CET |       | 2:0 |            | Centrum Sportów Plażowych, Tarnów |

| 20 czerwca 202310:00 CET | Chorwacja | 2:0 | Niemcy | Centrum Sportów Plażowych, Tarnów |
| 20 czerwca 202310:00 CET |           | 2:0 |        | Centrum Sportów Plażowych, Tarnów |

| 20 czerwca 202317:00 CET | Portugalia | 0:2 | Chorwacja | Centrum Sportów Plażowych, Tarnów |
| 20 czerwca 202317:00 CET |            | 0:2 |           | Centrum Sportów Plażowych, Tarnów |

| 20 czerwca 202317:00 CET | Niemcy | 1:2 | Węgry | Centrum Sportów Plażowych, Tarnów |
| 20 czerwca 202317:00 CET |        | 1:2 |       | Centrum Sportów Plażowych, Tarnów |

| 21 czerwca 202312:00 CET | Chorwacja | 2:0 | Węgry | Centrum Sportów Plażowych, Tarnów |
| 21 czerwca 202312:00 CET |           | 2:0 |       | Centrum Sportów Plażowych, Tarnów |

| 21 czerwca 202312:00 CET | Portugalia | 1:2 | Niemcy | Centrum Sportów Plażowych, Tarnów |
| 21 czerwca 202312:00 CET |            | 1:2 |        | Centrum Sportów Plażowych, Tarnów |

### Grupa B
| Zespół    | Pkt | M | W | P | S+ | S− | S+/− | Br+ | Br− | +/− |
| --------- | --- | - | - | - | -- | -- | ---- | --- | --- | --- |
| Norwegia  | 4   | 3 | 2 | 1 | 4  | 2  | +2   | 133 | 131 | +2  |
| Hiszpania | 4   | 3 | 2 | 1 | 4  | 2  | +2   | 128 | 110 | +18 |
| Polska    | 2   | 3 | 1 | 2 | 2  | 5  | −3   | 127 | 144 | −17 |
| Dania     | 2   | 3 | 1 | 2 | 3  | 4  | −1   | 142 | 145 | −3  |

| 20 czerwca 202311:00 CET | Hiszpania | 0:2 | Norwegia | Centrum Sportów Plażowych, Tarnów |
| 20 czerwca 202311:00 CET |           | 0:2 |          | Centrum Sportów Plażowych, Tarnów |

| 20 czerwca 202311:00 CET | Dania | 1:2 | Polska | Centrum Sportów Plażowych, Tarnów |
| 20 czerwca 202311:00 CET |       | 1:2 |        | Centrum Sportów Plażowych, Tarnów |

| 20 czerwca 202318:00 CET | Polska | 0:2 | Hiszpania | Centrum Sportów Plażowych, Tarnów |
| 20 czerwca 202318:00 CET |        | 0:2 |           | Centrum Sportów Plażowych, Tarnów |

| 20 czerwca 202318:00 CET | Norwegia | 0:2 | Dania | Centrum Sportów Plażowych, Tarnów |
| 20 czerwca 202318:00 CET |          | 0:2 |       | Centrum Sportów Plażowych, Tarnów |

| 21 czerwca 202311:00 CET | Hiszpania | 2:0 | Dania | Centrum Sportów Plażowych, Tarnów |
| 21 czerwca 202311:00 CET |           | 2:0 |       | Centrum Sportów Plażowych, Tarnów |

| 21 czerwca 202311:00 CET | Polska | 0:2 | Norwegia | Centrum Sportów Plażowych, Tarnów |
| 21 czerwca 202311:00 CET |        | 0:2 |          | Centrum Sportów Plażowych, Tarnów |

### Ćwierćfinały
| 21 czerwca 202316:45 CET | Węgry                                        | 2:1(6:4, 20:21, 25:16) | Polska                                               | Centrum Sportów Plażowych, Tarnów Sędzia: Cédric Daré, Mathieu Fanack |
| 21 czerwca 202316:45 CET | Gyene 9 · Kun 7 · Vizes 7 · Csuka 2 · John 1 | 2:1(6:4, 20:21, 25:16) | 8 Rupp · 5 Ponto · 4 Koper · 3 Wojdak · 1 Kozikowski | Centrum Sportów Plażowych, Tarnów Sędzia: Cédric Daré, Mathieu Fanack |

| 21 czerwca 202316:45 CET | Chorwacja                                                        | 1:2(12:13, 23:20, 22:25) | Dania                                                                                    | Centrum Sportów Plażowych, Tarnów Sędzia: Ana Barbosa, Nádia Lemos |
| 21 czerwca 202316:45 CET | Finek 10 · Dumencic 6 · Juric 5 · Goricanec 4 · Bura 3 · Dukes 1 | 1:2(12:13, 23:20, 22:25) | 8 Andersen · 8 C. Nielsen · 5 Bech · 4 Kjeldgaard · 2 Laerke · 2 Ulrichsel · 1 Villumsen | Centrum Sportów Plażowych, Tarnów Sędzia: Ana Barbosa, Nádia Lemos |

| 21 czerwca 202317:45 CET | Hiszpania                                                              | 2:1(9:8, 24:25, 23:20) | Niemcy                                                                          | Centrum Sportów Plażowych, Tarnów Sędzia: Corina Floriana Constantin, Daniela-Andreea Enache |
| 21 czerwca 202317:45 CET | Ortola 11 · Castro 6 · Mosquera 4 · Consuegra 3 · Venegas 3 · Martin 2 | 2:1(9:8, 24:25, 23:20) | 6 Friedel · 6 Mollath · 5 Wollin · 5 Zelser · 2 Henner · 2 Liebeck · 1 Jungmann | Centrum Sportów Plażowych, Tarnów Sędzia: Corina Floriana Constantin, Daniela-Andreea Enache |

| 21 czerwca 202317:45 CET | Norwegia                                  | 1:2(4:8, 17:20, 22:20) | Portugalia                                                                                    | Centrum Sportów Plażowych, Tarnów Sędzia: Bjarne Deiters, Jesper Stumpfe |
| 21 czerwca 202317:45 CET | Inglingstad 10 · Daviknes 9 · Henriksen 3 | 1:2(4:8, 17:20, 22:20) | 8 Concecao · 4 S. Santos · 3 Costa · 3 Ferreira · 3 Silva · 2 Rodrigues · 1 Castro · 1 Zeller | Centrum Sportów Plażowych, Tarnów Sędzia: Bjarne Deiters, Jesper Stumpfe |

### Mecze o miejsca 5-8
| 22 czerwca 202310:00 CET | Chorwacja                                                       | 2:0(31:26, 28:23) | Niemcy                                                                                         | Centrum Sportów Plażowych, Tarnów Sędzia: Sergio Martínez, Víctor Rollán |
| 22 czerwca 202310:00 CET | Bura 10 · Finek 7 · Dumencic 5 · Juric 4 · Topic 3 · Markovic 1 | 2:0(31:26, 28:23) | 9 Liebeck · 5 Wollin · 3 Jungmann · 3 Zelser · 2 Mollath · 1 Friedel · 1 Henner · 1 Muehleisen | Centrum Sportów Plażowych, Tarnów Sędzia: Sergio Martínez, Víctor Rollán |

| 22 czerwca 202311:00 CET | Norwegia                                           | 2:0(23:20, 19:12) | Polska                                               | Centrum Sportów Plażowych, Tarnów Sędzia: Ana Barbosa, Nádia Lemos |
| 22 czerwca 202311:00 CET | Andal 7 · Daviknes 6 · Henriksen 5 · Inglingstad 4 | 2:0(23:20, 19:12) | 5 Koper · 4 Ponto · 4 Rupp · 2 Wojdak · 1 Kozikowski | Centrum Sportów Plażowych, Tarnów Sędzia: Ana Barbosa, Nádia Lemos |

### Półfinały
| 22 czerwca 202310:00 CET | Dania                                                                   | 1:2(8:9, 25:20, 20:21) | Hiszpania                                                             | Centrum Sportów Plażowych, Tarnów Sędzia: Bjarne Deiters, Jesper Stumpfe |
| 22 czerwca 202310:00 CET | Nielsen 8 · Kjeldgaard 7 · Andersen 5 · Bech 4 · Laerke 2 · Ulrichsel 1 | 1:2(8:9, 25:20, 20:21) | 7 Martin · 6 Castro · 6 Ortola · 5 Mosquera · 1 Consuegra · 1 Venegas | Centrum Sportów Plażowych, Tarnów Sędzia: Bjarne Deiters, Jesper Stumpfe |

| 22 czerwca 202311:00 CET | Portugalia                                                   | 0:2(14:20, 20:22) | Węgry                                                  | Centrum Sportów Plażowych, Tarnów Sędzia: Sylwia Bartkowiak, Weronika Łakomy |
| 22 czerwca 202311:00 CET | Concecao 4 · S. Santos 4 · J. Silva 4 · Ferreira 3 · Costa 2 | 0:2(14:20, 20:22) | 8 Kun · 5 Gyene · 5 John · 2 Vizes · 1 Csuka · 1 Nahaj | Centrum Sportów Plażowych, Tarnów Sędzia: Sylwia Bartkowiak, Weronika Łakomy |

### Mecz o miejsca 7-8
| 22 czerwca 202316:30 CET | Niemcy                                                              | 2:1(9:8, 20:24, 21:18) | Polska                                                 | Centrum Sportów Plażowych, Tarnów Sędzia: Corina Floriana Constantin, Daniela-Andreea Enache |
| 22 czerwca 202316:30 CET | Liebeck 9 · Zelser 6 · Jungmann 4 · Wollin 4 · Henner 2 · Mollath 1 | 2:1(9:8, 20:24, 21:18) | 10 Wojdak · 7 Koper · 6 Ponto · 2 Rupp · 1 Fabianowicz | Centrum Sportów Plażowych, Tarnów Sędzia: Corina Floriana Constantin, Daniela-Andreea Enache |

### Mecz o miejsca 5-6
| 22 czerwca 202316:30 CET | Chorwacja                                                               | 2:1(7:4, 22:23, 29:22) | Norwegia                                                     | Centrum Sportów Plażowych, Tarnów Sędzia: Sergio Martínez, Víctor Rollán |
| 22 czerwca 202316:30 CET | Finek 10 · Goricanec 8 · Bura 5 · Dumencic 3 · Juric 3 · Valentakovic 1 | 2:1(7:4, 22:23, 29:22) | 9 Henriksen · 7 Andal · 7 Daviknes · 1 Inglingstad · 1 Okern | Centrum Sportów Plażowych, Tarnów Sędzia: Sergio Martínez, Víctor Rollán |

### Mecz o brązowy medal
| 22 czerwca 202318:30 CET | Dania                                                         | 2:1(8:6, 23:18, 10:20) | Portugalia                                                           | Centrum Sportów Plażowych, Tarnów Sędzia: Sergio Martínez, Víctor Rollán |
| 22 czerwca 202318:30 CET | Andersen 12 · Bech 3 · Kjeldgaard 3 · Nielsen 2 · Villumsen 1 | 2:1(8:6, 23:18, 10:20) | 7 Paulo · 5 S. Santos · 4 Concecao · 3 Castro · 2 Costa · 2 J. Silva | Centrum Sportów Plażowych, Tarnów Sędzia: Sergio Martínez, Víctor Rollán |

### Mecz o złoty medal
| 22 czerwca 202320:30 CET | Hiszpania                                                             | 2:1(13:12, 24:25, 23:22) | Węgry                                                                  | Centrum Sportów Plażowych, Tarnów Sędzia: Cédric Daré, Mathieu Fanack |
| 22 czerwca 202320:30 CET | Martin 9 · Ortola 8 · Castro 5 · Mosquera 5 · Consuegra 3 · Venegas 1 | 2:1(13:12, 24:25, 23:22) | 9 Gyene · 7 Kun · 5 Vizes · 4 John · 2 Csuka · 2 Kovacsovics · 1 Hajdu | Centrum Sportów Plażowych, Tarnów Sędzia: Cédric Daré, Mathieu Fanack |

## Turniej kobiet

### Grupa A
| Zespół    | Pkt | M | W | P | S+ | S− | S+/− | Br+ | Br− | +/− |
| --------- | --- | - | - | - | -- | -- | ---- | --- | --- | --- |
| Dania     | 6   | 3 | 3 | 0 | 6  | 1  | +5   | 149 | 123 | +26 |
| Hiszpania | 2   | 3 | 1 | 2 | 3  | 5  | −2   | 148 | 131 | +17 |
| Polska    | 2   | 3 | 1 | 2 | 3  | 5  | −2   | 118 | 139 | −21 |
| Norwegia  | 2   | 3 | 1 | 2 | 4  | 5  | −1   | 125 | 147 | −22 |

| 20 czerwca 202312:00 CET | Hiszpania | 0:2 | Dania | Centrum Sportów Plażowych, Tarnów |
| 20 czerwca 202312:00 CET |           | 0:2 |       | Centrum Sportów Plażowych, Tarnów |

| 20 czerwca 202312:00 CET | Polska | 1:2 | Norwegia | Centrum Sportów Plażowych, Tarnów |
| 20 czerwca 202312:00 CET |        | 1:2 |          | Centrum Sportów Plażowych, Tarnów |

| 20 czerwca 202319:00 CET | Norwegia | 1:2 | Hiszpania | Centrum Sportów Plażowych, Tarnów |
| 20 czerwca 202319:00 CET |          | 1:2 |           | Centrum Sportów Plażowych, Tarnów |

| 20 czerwca 202319:00 CET | Dania | 2:0 | Polska | Centrum Sportów Plażowych, Tarnów |
| 20 czerwca 202319:00 CET |       | 2:0 |        | Centrum Sportów Plażowych, Tarnów |

| 21 czerwca 202310:00 CET | Hiszpania | 1:2 | Polska | Centrum Sportów Plażowych, Tarnów |
| 21 czerwca 202310:00 CET |           | 1:2 |        | Centrum Sportów Plażowych, Tarnów |

| 21 czerwca 202310:00 CET | Norwegia | 1:2 | Dania | Centrum Sportów Plażowych, Tarnów |
| 21 czerwca 202310:00 CET |          | 1:2 |       | Centrum Sportów Plażowych, Tarnów |

### Grupa B
| Zespół     | Pkt | M | W | P | S+ | S− | S+/− | Br+ | Br− | +/− |
| ---------- | --- | - | - | - | -- | -- | ---- | --- | --- | --- |
| Holandia   | 6   | 3 | 3 | 0 | 6  | 0  | +6   | 145 | 98  | +47 |
| Niemcy     | 4   | 3 | 2 | 1 | 4  | 2  | +2   | 142 | 126 | +16 |
| Grecja     | 2   | 3 | 1 | 2 | 2  | 5  | −3   | 116 | 142 | −26 |
| Portugalia | 0   | 3 | 0 | 3 | 1  | 6  | −5   | 102 | 139 | −37 |

| 20 czerwca 202313:00 CET | Niemcy | 2:0 | Grecja | Centrum Sportów Plażowych, Tarnów |
| 20 czerwca 202313:00 CET |        | 2:0 |        | Centrum Sportów Plażowych, Tarnów |

| 20 czerwca 202313:00 CET | Holandia | 2:0 | Portugalia | Centrum Sportów Plażowych, Tarnów |
| 20 czerwca 202313:00 CET |          | 2:0 |            | Centrum Sportów Plażowych, Tarnów |

| 20 czerwca 202320:00 CET | Portugalia | 0:2 | Niemcy | Centrum Sportów Plażowych, Tarnów |
| 20 czerwca 202320:00 CET |            | 0:2 |        | Centrum Sportów Plażowych, Tarnów |

| 20 czerwca 202320:00 CET | Grecja | 0:2 | Holandia | Centrum Sportów Plażowych, Tarnów |
| 20 czerwca 202320:00 CET |        | 0:2 |          | Centrum Sportów Plażowych, Tarnów |

| 21 czerwca 202309:00 CET | Niemcy | 0:2 | Holandia | Centrum Sportów Plażowych, Tarnów |
| 21 czerwca 202309:00 CET |        | 0:2 |          | Centrum Sportów Plażowych, Tarnów |

| 21 czerwca 202309:00 CET | Portugalia | 1:2 | Grecja | Centrum Sportów Plażowych, Tarnów |
| 21 czerwca 202309:00 CET |            | 1:2 |        | Centrum Sportów Plażowych, Tarnów |

### Ćwierćfinały
| 21 czerwca 202314:00 CET | Dania                                        | 2:0(25:22, 23:14) | Portugalia                                                            | Centrum Sportów Plażowych, Tarnów Sędzia: Sergio Martínez, Víctor Rollán |
| 21 czerwca 202314:00 CET | Degn 8 · Larsen 8 · Kristensen 6 · Moeller 3 | 2:0(25:22, 23:14) | 8 Morgado · 4 Loureiro · 2 Mendes · 2 Resende · 1 Goncalves · 1 Neves | Centrum Sportów Plażowych, Tarnów Sędzia: Sergio Martínez, Víctor Rollán |

| 21 czerwca 202314:00 CET | Hiszpania                                          | 1:1(6:2, 17:16, 19:21) | Grecja                                                                            | Centrum Sportów Plażowych, Tarnów Sędzia: Bjarne Deiters, Jesper Stumpfe |
| 21 czerwca 202314:00 CET | Laguna 7 · Diaz 5 · Lucio 4 · Camara 3 · Encinas 3 | 1:1(6:2, 17:16, 19:21) | 7 Kerlidi · 3 M. Kepesidou · 3 N. Kepesidou · 3 Mastaka · 3 Mournou · 1 Trochidou | Centrum Sportów Plażowych, Tarnów Sędzia: Bjarne Deiters, Jesper Stumpfe |

| 21 czerwca 202315:00 CET | Niemcy                                                                | 2:0(32:16, 22:14) | Polska                            | Centrum Sportów Plażowych, Tarnów Sędzia: Ana Barbosa, Nádia Lemos |
| 21 czerwca 202315:00 CET | Gettwart 11 · Reips 7 · Schaefer 7 · Huebner 1 · Kattner 1 · Kurzke 1 | 2:0(32:16, 22:14) | 8 Ślęzak · 4 Rogalska · 3 Nowicka | Centrum Sportów Plażowych, Tarnów Sędzia: Ana Barbosa, Nádia Lemos |

| 21 czerwca 202315:00 CET | Holandia                                                    | 0:2(22:28, 21:22) | Norwegia                                                          | Centrum Sportów Plażowych, Tarnów Sędzia: Sylwia Bartkowiak, Weronika Łakomy |
| 21 czerwca 202315:00 CET | Buter 8 · Kruijer 6 · Barnard 5 · Van Den Hoek 2 · Heuten 1 | 0:2(22:28, 21:22) | 9 Figenschau · 6 Porsmyr · 5 Martinsen · 3 Grimsrud · 3 Pettersen | Centrum Sportów Plażowych, Tarnów Sędzia: Sylwia Bartkowiak, Weronika Łakomy |

### Mecze o miejsca 5-8
| 22 czerwca 202312:00 CET | Portugalia                                                                      | 2:1(18:16, 22:21, 18:23) | Polska                                                                                 | Centrum Sportów Plażowych, Tarnów Sędzia: Corina Floriana Constantin, Daniela-Andreea Enache |
| 22 czerwca 202312:00 CET | Morgado 8 · Mendes 7 · Neves 7 · Loureiro 3 · Oliveira 2 · Santos 2 · Resende 1 | 2:1(18:16, 22:21, 18:23) | 8 Ślęzak · 7 Nowicka · 5 Niedźwiedź · 5 Rogalska · 3 Kuźmińska · 2 Sowa · 1 Jakóbowska | Centrum Sportów Plażowych, Tarnów Sędzia: Corina Floriana Constantin, Daniela-Andreea Enache |

| 22 czerwca 202313:00 CET | Holandia                                                                                 | 2:1(8:6, 21:26, 22:12) | Grecja                                                      | Centrum Sportów Plażowych, Tarnów Sędzia: Bjarne Deiters, Jesper Stumpfe |
| 22 czerwca 202313:00 CET | Buter 7 · Barnard 5 · Heuten 5 · Van Den Hoek 5 · Kruijer 3 · Van Der Mei 1 · Zijlmans 1 | 2:1(8:6, 21:26, 22:12) | 9 Kerlidi · 5 Mournou · 3 Mastaka · 3 Sevdili · 3 Trochidou | Centrum Sportów Plażowych, Tarnów Sędzia: Bjarne Deiters, Jesper Stumpfe |

### Półfinały
| 22 czerwca 202312:00 CET | Dania                                         | 2:0(33:32, 28:26) | Niemcy                                                    | Centrum Sportów Plażowych, Tarnów Sędzia: Cédric Daré, Mathieu Fanack |
| 22 czerwca 202312:00 CET | Kristensen 13 · Degn 7 · Larsen 6 · Moeller 5 | 2:0(33:32, 28:26) | 10 Gettwart · 9 Kattner · 8 Reips · 1 Kurzke · 1 Schaefer | Centrum Sportów Plażowych, Tarnów Sędzia: Cédric Daré, Mathieu Fanack |

| 22 czerwca 202313:00 CET | Norwegia                                                                      | 0:2(22:25, 20:23) | Hiszpania                                | Centrum Sportów Plażowych, Tarnów Sędzia: Ana Barbosa, Nádia Lemos |
| 22 czerwca 202313:00 CET | Martinsen 9 · Grimsrud 3 · Haltvik 3 · Figenschau 2 · Pettersen 2 · Porsmyr 2 | 0:2(22:25, 20:23) | 11 Laguna · 7 Camara · 5 Diaz · 3 Torras | Centrum Sportów Plażowych, Tarnów Sędzia: Ana Barbosa, Nádia Lemos |

### Mecz o miejsca 7-8
| 22 czerwca 202317:30 CET | Polska                                                    | 0:2(20:21, 18:24) | Grecja                                                                            | Centrum Sportów Plażowych, Tarnów Sędzia: Ana Barbosa, Nádia Lemos |
| 22 czerwca 202317:30 CET | Ślęzak 8 · Niedźwiedź 5 · Nowicka 4 · Rogalska 1 · Sowa 1 | 0:2(20:21, 18:24) | 7 Sevdili · 7 Trochidou · 4 Mournou · 2 M. Kepesidou · 2 N. Kepesidou · 2 Kerlidi | Centrum Sportów Plażowych, Tarnów Sędzia: Ana Barbosa, Nádia Lemos |

### Mecz o miejsca 5-6
| 22 czerwca 202317:30 CET | Portugalia                                              | 0:2(18:19, 12:21) | Holandia                                                                | Centrum Sportów Plażowych, Tarnów Sędzia: Sylwia Bartkowiak, Weronika Łakomy |
| 22 czerwca 202317:30 CET | Mendes 4 · Morgado 4 · Neves 4 · Loureiro 3 · Resende 1 | 0:2(18:19, 12:21) | 9 Kruijer · 6 Buter · 3 Barnard · 1 Heuten · 1 Van Den Hoek · 1 Van Ede | Centrum Sportów Plażowych, Tarnów Sędzia: Sylwia Bartkowiak, Weronika Łakomy |

### Mecz o brązowy medal
| 22 czerwca 202319:30 CET | Niemcy                                                               | 2:0(27:26, 26:18) | Norwegia                                                                      | Centrum Sportów Plażowych, Tarnów Sędzia: Sylwia Bartkowiak, Weronika Łakomy |
| 22 czerwca 202319:30 CET | Gettwart 9 · Kattner 6 · Huebner 5 · Reips 5 · Kurzke 2 · Schaefer 1 | 2:0(27:26, 26:18) | 9 Martinsen · 6 Figenschau · 4 Grimsrud · 1 Haltvik · 1 Pettersen · 1 Porsmyr | Centrum Sportów Plażowych, Tarnów Sędzia: Sylwia Bartkowiak, Weronika Łakomy |

### Mecz o złoty medal
| 22 czerwca 202321:30 CET | Dania                                                                                   | 2:1(10:8, 20:21, 22:20) | Hiszpania                                                      | Centrum Sportów Plażowych, Tarnów Sędzia: Bjarne Deiters, Jesper Stumpfe |
| 22 czerwca 202321:30 CET | Degn 9 · Larsen 7 · Kristensen 5 · Moeller 2 · Enevoldsen 1 · Lindgaard 1 · Uhrhammer 1 | 2:1(10:8, 20:21, 22:20) | 11 Laguna · 8 Diaz · 2 Camara · 2 Lucio · 1 Encinas · 1 Torras | Centrum Sportów Plażowych, Tarnów Sędzia: Bjarne Deiters, Jesper Stumpfe |

## Medaliści
| Konkurencja      | Mistrz    | Wicemistrz | III miejsce |
| ---------------- | --------- | ---------- | ----------- |
| Turniej mężczyzn | Hiszpania | Węgry      | Dania       |
| Turniej kobiet   | Dania     | Hiszpania  | Niemcy      |

## Klasyfikacja medalowa
*   Gospodarz ( Polska)
| Miejsce | Reprezentacja | Złoto | Srebro | Brąz | Razem |
| ------- | ------------- | ----- | ------ | ---- | ----- |
| 1       | Hiszpania     | 1     | 1      | 0    | 2     |
| 2       | Dania         | 1     | 0      | 1    | 2     |
| 3       | Węgry         | 0     | 1      | 0    | 1     |
| 4       | Niemcy        | 0     | 0      | 1    | 1     |
| Razem   | Razem         | 2     | 2      | 2    | 6     |